# Dieta di Spira (1544)
La quarta Dieta imperiale di Spira, nota anche come la Dieta del 1544, fu un incontro dei principi del Sacro Romano Impero, convocati il 20 febbraio 1544 da Carlo V Imperatore, tenutosi nel 1544 nella città libera di Spira, ora l'attuale Speyer in Germania. Carlo V convocò la riunione perché voleva combattere una guerra contro la Francia di Francesco I, e riconosceva necessario il sostegno dei principi luterani, molti dei quali membri della Lega di Smalcalda. Ricevette il loro sostegno, concedendo loro agevolazioni e quasi completamente abbandonando le sue posizioni cattoliche, ignorando le volontà di Papa Paolo III. Fu inoltre deciso in questo incontro che nessuna azione formale dovesse essere presa contro i luterani sino a quando non si fosse riunito un libero Concilio.